# Enispa virescens
Enispa virescens là một loài bướm đêm trong họ Noctuidae.